# Monumentul Elena Pherekyde
Monumentul Elena Pherekyde este opera sculptorului român Oscar Späthe (1875-1944). A fost realizat în 1914 și a fost inaugurat în anul 1921.

Monumentul într-o carte poștală veche pe digibuc.ro

Monumentul este din piatră, sub formă de obelisc și o reprezintă pe Elena Pherekyde. Inițial monumentul avea bustul din marmură al Elenei Pherekyde așezat pe soclul pe care este sculptat, în partea din față, imaginea Elenei în picioare ajutând o mamă și un copil. După 1989 bustul a dispărut.
Elena Pherekyde (1851 - 1919), născută Marghiloman, soția lui Scarlat (Charles) Pherekyde (1841-1914), președintele Curții de Casație din București, a fost „Doamnă de Onoare” a Reginei Carmen Sylva și președinta Societății de Binefacere „Obolul”. Era cunoscută prin acțiunile sale de ajutorare a săracilor. În timpul ocupației germane din Primul Război Mondial a deschis o cantină unde oferea masă unui număr mare de nevoiași.
Lucrarea este înscrisă în Lista monumentelor istorice 2010 - Municipiul București - la nr. crt. 2366, cod LMI B-III-m-B-20047.
Monumentul este situat în Grădina Cișmigiu, pe Bulevardul Schitu Măgureanu nr. 37, sector 1.